# 阮侶

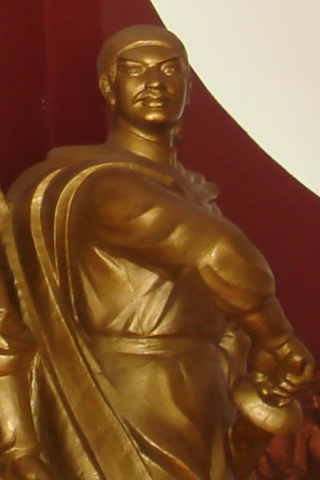
阮侶

阮侶（越南语：／；1754年—1787年）又作阮呂、阮文侶、阮文呂，又名阮光泰，越南西山朝軍事人物。他是泰德帝阮岳的弟弟、光中帝阮惠的哥哥。
阮侶本姓胡，與越南胡朝皇帝胡季犛是同宗。其四世祖胡丕康原居於越南北部鄭主勢力範圍下的乂安處英都府興元縣，在鄭氏與廣南阮氏的交戰當中，胡丕康被阮福瀕所率的廣南軍隊俘虜，安置在歸仁府西山邑墾荒。由於胡丕康出生在書香門第，阮主阮福瀕遂任命他為「西山寨主」。胡丕康的後代世襲西山寨主之職。到阮侶的父親胡丕福時，遷居於堅城邑（今綏遠縣富樂村）。
阮岳、阮侶、阮惠都出生在堅城邑。後來阮岳也是因世襲而得到了「西山寨主」之職。而越南歷史學家裴輝壁的《乂安志》則記載，阮岳憑藉富裕世家而獲得寨主的官職。因此西山阮氏三兄弟並非一般的農民家世，而是西山邑裡的一個「下層封建主小康之家」。
1771年，阮岳遭到廣南阮主的通緝，攜弟弟阮侶、阮惠逃到西山邑，在此建立屯寨，招納軍士，並發動起義。西山軍聲稱廣南的國傅張福巒腐敗，提出要推翻張福巒和阮主阮福淳的統治，改立有賢能的皇孫阮福暘為阮主，得到了眾多農民的響應。為了得到百姓的更多擁護，三兄弟將姓氏改為母姓阮。阮岳、阮惠都有勇略有膽識。阮侶的才能比兩位兄弟較為遜色，負責後勤和操練軍士。
1776年，阮侶奉命率水軍攻打嘉定（今胡志明市），並將該地區佔領。阮福淳逃往鎮邊（今邊和省）。但不久支持舊阮的杜清仁組織東山軍，起兵反抗西山軍。嘉定被東山軍佔領，阮侶將糧倉洗劫一空後逃回歸仁。隨後李才率和義軍反叛西山軍，擁立阮福暘為新政王，尊阮福淳為太上王。
1777年，阮侶與阮惠再次攻打嘉定。李才戰敗被殺，阮福暘、阮福淳以及眾多廣南的大臣宗室也一同被殺，只有阮福淳的侄兒阮福映僥倖逃脫。阮侶、阮惠旋即班師回朝。次年阮岳稱帝，建立西山朝。阮侶被封為節制。
就在阮侶、阮惠大軍班師回朝後的不久，阮福映在龍川（今金甌省）起兵，並與杜清仁、黎文勻、阮文弘、宋福匡、宋福樑等將一起奪回了嘉定城。阮福映自稱大元帥攝國政，舊阮軍擊退來犯的西山軍，連陷平順、延慶等地。但不久杜清仁受到阮福映的猜忌而被殺，西山軍得以在1782年再度攻佔嘉定。
1783年，阮侶、阮惠對舊阮勢力進行圍攻，阮福映敗逃富國島。阮岳留鄧文真協助阮侶守嘉定城。
1786年，阮岳自稱中央皇帝，冊封阮侶為東定王，阮惠為北平王。阮侶的封地位於嘉定之地。次年，阮岳與阮惠發生衝突，阮惠率軍包圍了阮岳的居城歸仁。阮岳急召鄧文真率部回援，西山朝在嘉定一帶的控制力變得薄弱。支持舊阮的人紛紛起兵。阮福映得知消息後，從暹羅回國，在龍川（今金甌省）召集舊部。阮福映軍隊到達芹蒢海口（今胡志明市芹蒢縣）時，阮侶留太傅范文參守嘉定，自己則退往鎮邊的諒埠。阮福映偽造了一封阮岳給阮侶的信，內容要求將范文參殺死，但故意將此信送給范文參。范文參驚恐之下率軍持白旗來到諒埠，欲面白冤屈。阮侶見到白旗，誤以為范文參已投降舊阮，驚慌之下棄城逃往歸仁，不久鬱鬱而終。
阮侶、阮岳、阮惠被後世的越南人稱為「西山三傑」。但歷史學家陳仲金卻認為阮侶沒有本事，是一個庸才。

## 腳註
1. ↑  陳仲金《越南史略》，254頁。
2. 1 2  郭振鐸、張笑梅《越南通史》，512-513頁。
3. ↑  楚狂，《西山外史》